# Ha Seong-nan
Ha Seong-nan (en hangeul : 하성란), née le 28 juin 1967 à Séoul en Corée du Sud, est une auteure sud-coréenne.

## Biographie
Ha Seong-nan est née à Séoul, en Corée du Sud. Elle a étudié l'écriture créative à l'Institut des Arts de Séoul. Elle est l'aînée d'une famille de trois enfants, ce qui l'amena à prendre parfois le rôle d'un fils. Elle a commencé à écrire très tôt, dès le collège. À partir du lycée, elle remporte divers concours d'écoles concernant l'écriture de nouvelles. Après ses études secondaires, elle a travaillé dans une entreprise d'importation de bois tout en intégrant le département d'écriture créative à l'Institut des arts de Séoul en 1990. Ses études terminées, elle travaille pour les éditions Moonji.
Elle débute réellement sa carrière littéraire en 1996 avec sa nouvelle Herbe (Pul). Elle remporte le prestigieux prix Dong-in avec sa nouvelle Fleurs de moisissures. (Gompang-i kkot). Elle remporte également le prix de littérature contemporaine (Hyundae Munhak) pour  Le temps de l'alpha (Alpa-ui sigan) en 2009, elle remporte également le prix Yisu, le prix Hankook Ilbo.
Elle a deux enfants et vit actuellement à Mapo, Séoul.

## Œuvre
L'Institut coréen de traduction littéraire (LTI of Korea) définit son travail de la sorte : 
Ha Seong-nan est définie par la critique comme une auteure méticuleuse, attachée aux descriptions détaillées. Ainsi, elle développe un style dénué de lyrisme ou de sentimentalisme, pour dépeindre avec exactitude le quotidien de ses contemporains. Fleurs de moisissures (Gompang-i kkot) met en scène un homme qui cherche la vérité à travers les ordures. Chaque sac d'ordures donne des informations sur une personne, mais malgré ses investigations et sa volonté de trouver une personne par ce moyen, il finit par échouer dans sa quête de l'autre.
Dans ses travaux les plus récents, Ha a fait preuve d'un grand intérêt pour les problèmes sociaux en Corée. La première femme de Barbe Bleue (Pureun suyeomui cheot beonjjae anae) est un recueil de nouvelles composées autour de faits divers tragiques imaginés par l'auteure. L'une des nouvelles publiées dans ce recueil raconte l'histoire d'une femme mariée à un coréen en Nouvelle-Zélande ; cette femme finit par apprendre l'homosexualité de son conjoint. Paris dépeint le parcours d'un policier de province qui finit par sombrer dans la folie. Dans les récits de Ha, des incidents comme les meurtres, les incendies, les vols sont traités sans aucun lyrisme : elle utilise ses faits divers pour souligner la fragilité du bonheur tout comme le sentiment de vide latent à toute forme d'existence.